# Luca Nicola De Luca
Luca Nicola De Luca (Ripalimosani, 13 maggio 1734 – Napoli, 29 novembre 1826) è stato un vescovo cattolico italiano.

## Biografia
Di intelletto estremamente precoce, studiò presso il seminario di Larino, dove venne ordinato suddiacono. All'età di 21 anni si trasferì a Napoli, dove ebbe modo di approfondire ulteriormente la propria formazione, divenendo ben presto noto nel mondo letterario per le sue riflessioni teologiche. Svolse l'incarico di istitutore per i figli di Cesare Filangieri principe di Arianello, e in particolare del giovane Gaetano.
Eletto vescovo di Muro Lucano nel 1778, nel 1792 fu trasferito alla diocesi di Trivento, che resse fino al 1819. Morì a Napoli il 29 novembre 1826.

## Genealogia episcopale
La genealogia episcopale è:
- Cardinale Scipione Rebiba
- Cardinale Giulio Antonio Santori
- Cardinale Girolamo Bernerio, O.P.
- Arcivescovo Galeazzo Sanvitale
- Cardinale Ludovico Ludovisi
- Cardinale Luigi Caetani
- Cardinale Ulderico Carpegna
- Cardinale Paluzzo Paluzzi Altieri degli Albertoni
- Papa Benedetto XIII
- Papa Benedetto XIV
- Papa Clemente XIII
- Cardinale Francesco Saverio de Zelada
- Vescovo Luca Nicola De Luca

## Opere
Fra le sue opere si ricordano:
- Interpretazione del Santo Libro della Sapienza (1768)
- I santi libri di Salomone (1782)
- Interpretazione del Cantico dei cantici (1796)
- Il Dio creatore (1805)